# Revista Autismo
A Revista Autismo é uma revista brasileira, de frequência trimestral, sobre autismo. Disponível em formato impresso e digital, foi criada em abril de 2010 por pais de crianças com autismo, com 100% de doações e trabalho voluntário. Foi a primeira revista periódica sobre autismo do Brasil, como também a primeira da América Latina e a primeira em língua portuguesa no mundo.

## História
A Revista Autismo foi originalmente lançada em 23 de abril de 2010, criada pelo publicitário Martim Fanucchi e pelo jornalista Francisco Paiva Júnior, que participavam de um grupo de pais de autistas, na internet, com a objetivo de divulgar conteúdo especializado acerca do Transtorno do Espectro do Autismo. Para viabilizar a produção de sua edição de estreia, foram recebidas doações e trabalho voluntário.
Dois meses após o lançamentos, a revista teve sua primeira edição reimpressa pela notoriedade que alcançou e continuou a ser publicada com voluntariado e doações, de pessoas e entidades.[carece de fontes?]
Em fevereiro de 2012, a revista passou a ser um projeto dentro da ONG Consciência Solidária (fundada em 2004), de Atibaia. No mesmo ano, lançou mais uma edição no Dia Mundial da Conscientização do Autismo, 2 de abril.[carece de fontes?]
Em maio de 2012, a publicação lançou na App Store um aplicativo gratuito com sua versão na íntegra para o tablet iPad, da Apple, contendo o conteúdo completo de todas as edições, sem restrição.[carece de fontes?]
Em 7 de janeiro de 2019, após uma pausa de 5 anos, foi lançada a campanha "A Revista Autismo voltou!", anunciando o retorno da versão impressa da revista, com periodicidade trimestral. E, efetivamente, a Revista Autismo lançou sua edição número 4 no dia 1º de março de 2019, inclusive anunciando uma parceria com o Instituto Mauricio de Sousa, tendo, em toda edição, uma página com histórias em quadrinho com o André, personagem autista da Turma da Mônica, de Maurício de Sousa.
A edição número 6, lançada em 1º de setembro de 2019, teve sua capa desenhada por Mauricio de Sousa, criador da Turma da Mônica, para a reportagem principal que conta o quão inclusiva é a empresa Mauricio de Sousa Produções, que recebeu um grupo de autistas para uma visita em seus estúdios.
Ao longo dos anos, a Revista Autismo publicou textos escritos por figuras notáveis ligadas ao autismo, como o quadrinista Mauricio de Sousa, o biólogo Alysson Muotri e a jornalista Andréa Werner. Além disso, a revista mantém colunas temáticas, como a de Marcelo Vitoriano, da unidade brasileira da empresa Specialisterne, além de uma coluna com textos de membros do podcast Introvertendo,
Em 2021, em parceria com o Instituto Mauricio de Sousa, publicou o guia "Dicas de atividades para as crianças, especialmente as autistas, fazerem em casa ", em formato impresso e digital, com informações de neuropsicólogos do Centro Neuro Days e patrocínio da Academia do Autismo. O guia, que contou com André (o personagem autista da Turma da Mônica) na capa, foi resultado da coletânea de atividades simples e fáceis de serem feitas em casa, publicadas nas redes sociais do Canal Autismo / Revista Autismo durante o mês de maio e junho de 2020, no início das medidas de restrições no Brasil por conta da pandemia de Covid-19.
A partir de fevereiro de 2022, a Revista Autismo começou a publicar o podcast Espectros. O programa é produzido mensalmente e apresenta entrevistas detalhadas com figuras históricas do autismo no Brasil, tais como Berenice Piana, José Salomão Schwartzman e Mayra Gaiato, sob apresentação do jornalista Tiago Abreu.

## Dia Mundial do Autismo
Em 2011, no Dia Mundial da Conscientização do Autismo, todo 2 de abril, conforme decretado pela ONU em dezembro de 2007, a revista tornou-se a página oficial do evento no país, reunindo informação de ações de entidades e de pequenos grupos de pessoas em todo o Brasil, em prol da divulgação de informações sobre autismo na luta por mais direitos e menos preconceito. As ações brasileiras para a data conseguiram inclusive iluminar grandes monumentos de azul (cor símbolo do autismo), como o Cristo Redentor, no Rio de Janeiro, a Ponte Estaiada em São Paulo, os prédios do Senado Federal e do Ministério da Saúde em Brasília, o Teatro Amazonas em Manaus, entre muitos outros. Em Portugal, monumentos e prédios, como a Torre dos Clérigos e a estátua do Cristo Rei em frente a Lisboa também foram iluminados de azul para a data.
A partir de 2020, a Revista Autismo começou a propor temas nacionais para o Dia Mundial do Autismo, com apoio de associações de autismo e ativistas brasileiros. Em 2020 e 2021, o tema foi "Respectro: Respeito para todo o espectro". Em 2022, o slogan foi "Lugar de autista é em todo lugar!". Já em 2023, o tema escolhido foi "Mais informação, menos preconceito". Em 2024, "Valorize as capacidades e respeite os limites!" foi o slogan da campanha nacional.